# Jussi Halla-aho
Pour les articles homonymes, voir aho.
Jussi Kristian Halla-aho, né le 27 avril 1971 à Tampere, est un homme politique membre du Parti des Finlandais (PS), dont il est le président de 2017 à 2021.
Selon le journal Aamulehti, il est le blogueur politique le plus lu de Finlande dans les années 2000-2010. Il est connu pour sa critique de la politique d’immigration et du multiculturalisme de la Finlande.

## Biographie

### Jeunesse
Halla-aho grandit à Tampere, où ses parents, originaires d’Alajärvi, avaient déménagé. Il voyage en URSS dans les années 1980 avec son père, chauffeur de bus ; c’est dans ses voyages qu’il forge ses convictions anti-gauchistes. Il vit jusqu’à ses 24 ans à Tampere, avant de déménager pour suivre les cours de l’université d'Helsinki en 1995.

### Carrière scientifique
Il étudie à l'université d'Helsinki de 1995 à 2000. Après avoir obtenu son diplôme de Ph. D. — sa dissertation portait sur la morphologie des noms en vieux-slave, — il travaille au département des langues slaves et baltes comme chercheur et enseignant spécialisé dans le vieux-slave. Il publie deux articles dans des revues scientifiques, fait partie de divers comités de lecture en linguistique, et a rédigé le Old Church Slavic Manual (« manuel de vieux-slave »), utilisé à l'université d’Helsinki. Il oriente sa recherche vers les études comparées des langues indo-européennes, et plus particulièrement les questions théoriques et morphologiques relatives au principe de reconstruction, le vieux-slave, la morphologie historique des langues slaves, du gotique et du phrygien.
En 2007, il travaille avec le traducteur Juri Zub à un dictionnaire ukrainien-finnois, financé par la fondation culturelle finlandaise,.

### Carrière politique
Il se fait connaître, dans les années 2000 en écrivant un blog, Scripta, dans lequel il exprime ses idées très critiques envers l'immigration et le multiculturalisme. En 2008, le Hommaforum est créé, forum de discussion critique envers l'immigration qui a servi à amener sur la scène médiatique plusieurs associations nationalistes, dont le Suomen Sisu. Cette association, dont Halla-aho fait partie jusqu'en septembre 2019, s'oppose au multiculturalisme et à l'immigration et veut renforcer l'identité finlandaise.
Il se présente sous l'étiquette des Vrais Finlandais dans les élections parlementaires de 2007 pour la circonscription d'Helsinki , puis dans les élections municipales de 2008, lors desquelles il est élu. Il ne devient membre du Parti des Vrais Finlandais qu'en 2010. Il est élu député en avril 2011. Il est élu député européen le 25 mai 2014.
Alors qu'il incarne la ligne dure du parti, il en est élu président le 10 juin 2017 lors d'un congrès à Jyväskylä. Il défend une ligne ethno-différentialiste radicale et, contrairement à celle défendue par les anciens dirigeants, peu marquée par les valeurs religieuses conservatrices, auxquelles il accorde moins d’importance qu’à l’origine ethnoculturelle. Il déclare vouloir se rapprocher de l’extrême droite européenne, alors que le parti était auparavant associé à la droite conservatrice. Trois jours après son élection, le Premier ministre, Juha Sipilä (Parti du centre), et le ministre des Finances, Petteri Orpo (Coalition nationale), n'approuvant pas cette nouvelle ligne radicale, annoncent vouloir mettre fin à la participation des Vrais Finlandais au gouvernement. Le parti fait alors face à la dissidence de vingt-deux de ses trente-sept députés, qui forment Nouvelle alternative.
Sous sa direction, la question de l’immigration domine alors toutes les autres. Défendant un nationalisme ethnique, le parti revendique le principe de la « préférence nationale » et se tourne vers l'illibéralisme, remettant en cause ce qu’il considère comme « l’hégémonie libérale » dans la culture et les médias. En matière économique et sociale, le parti fait également un virage à droite. Il prône la baisse drastique des dépenses publiques et de la dette.
En 2021, il décide de ne pas se représenter à la direction du parti, conscient qu'aucune autre formation ne voudrait former de coalition avec les Vrais Finlandais tant qu’il en serait le chef de file. Il choisit Riikka Purra pour lui succéder.
Il est élu en 2023 à la présidence du Parlement dans le cadre d'une coalition gouvernementale avec la droite, les svécophones et les chrétiens-démocrates. Dans le même temps, il annonce sa candidature pour l'élection présidentielle de 2024.

### Controverses
Il séduit l’électorat d’extrême droite par ses provocations à répétition. En 2006, il publie sur son blog les noms de femmes politiques dont il serait « très heureux » si elles étaient « violées par des immigrés ».
Il est condamné en 2008 pour incitation à la haine raciale pour des propos discriminatoires envers les musulmans, l'immigration et la communauté somalienne. Il avait notamment écrit que l'islam est une « religion de pédophiles », que le prophète Mahomet « était un pédophile », ou encore, que « voler les passants » était un « trait génétique » des Somaliens.

## Résultats électoraux
| Élections législatives          |                 |        |           |        |
| Année                           | Circonscription | Voix   | Résultats |        |
| 2007                            | Helsinki        | 2 215  | non élu   | [ 13 ] |
| 2011                            | Helsinki        | 15 074 | élu       | [ 14 ] |
| 2019                            | Helsinki        | 30 596 | élu       | [ 15 ] |
| Élections municipales           |                 |        |           |        |
| Année                           | Commune         | Voix   | Résultats |        |
| 2008                            | Helsinki        | 2 977  | élu       | [ 16 ] |
| 2012                            | Helsinki        | 6 034  | élu       | [ 17 ] |
| 2017                            | Helsinki        | 5 668  | élu       | [ 18 ] |
| Élections du Parlement européen |                 |        |           |        |
| Année                           | Circonscription | Voix   | Résultats |        |
| 2014                            | Finlande        | 80 772 | élu       | [ 19 ] |

## Publications
- (en) Jussi Halla-aho, Problems of Proto-Slavic historical nominal morphology : On the basis of Old Church Slavic, Slavica Helsingiensia 26, Helsinki,, Université d'Helsinki, Département des langues et littératures Slaves, 2006, 289 p. (ISBN 952-10-3012-7, lire en ligne)
- (en) Jussi Halla-aho, Two borrowings in Proto-Slavic; and a minor Balto-Slavic sound change, Journal of Indo-European Studies, 2005, p. 233-245
- (en) Jussi Halla-aho, The collapse of an early Proto-Indo-European ablaut pattern, Indogermanische Forschungen, 2005, p. 97-118
- (en) Jussi Halla-aho, Old Church Slavic Manual, Helsinki, Jussi Halla-aho, 2006 (lire en ligne)
- (en) Nuorluoto, Juhani & Leiwo, Martti & Halla-aho, Jussi (ed.), Papers in Slavic, Baltic and Balkan studies (Slavica Helsingiensia 21), Université d'Helsinki, Département des langues et littératures Slaves et Baltes, 2001 (ISBN 952-10-0246-8)
- (en) Jussi Halla-aho, Problems of Proto-Slavic historical nominal morphology : On the basis of Old Church Slavic, Slavica Helsingiensia 26 (thèse), Helsinki, Université d'Helsinki, Département des langues et littératures Slaves, 2006, 289 p. (ISBN 952-10-3012-7, lire en ligne)
- (fi) Jussi Halla-aho, Muinaiskirkkoslaavin käsikirja ja lukemisto (Supports de cours de l’université d’Helsinki, département des langues et littératures slaves et baltes), Jussi Halla-aho, 2006, 81 p. (lire en ligne)
- (fi) Jussi Halla-aho, Kirjoituksia uppoavasta Lännestä (écrits édités sur le site de l'auteur en 2005–2008), Helsinki, Jussi Halla-aho, 2009 (ISBN 978-952-92-5213-8)